# Вюнше, Макс
Макс Вюнше (нем. Max Wünsche; 20 апреля 1914, Китлиц, Шлезвиг-Гольштейн — 18 апреля 1995, Мюнхен, Германия) — немецкий офицер войск СС, оберштурмбаннфюрер СС, кавалер Рыцарского креста Железного креста с Дубовыми листьями.

## Биография
Макс Вюнше родился 20 апреля 1914 года в городе Китлиц. Окончив коммерческую школу, в 1928 году вступил в Имперский земельный союз. Первое время работал в управлении мелкой сельскохозяйственной фирмы. В ноябре 1932 года вступил в ряды гитлерюгенда, а с июля 1933 — в СС (служебное удостоверение № 153 508).
10 июля 1933 поступил в Лейбштандарт СС «Адольф Гитлер». К 1936 году окончил унтер-офицерское училище СС в Ютербоге и юнкерское училище СС в Бад-Тёльце. 20 апреля 1936 года произведён в унтерштурмфюреры СС и назначен командиром взвода в 9-м штурме Лейбштандарта, а с мая — в 17-м штурме.
С 1 октября 1938 в составе отряда сопровождения фюрера. В период с 1939 по 1940 — личный офицер-ординарец Гитлера. В августе 1939 Макс Вюнше находился в составе делегации Риббентропа, направленной для подписания пакта о ненападении.
С 24 января 1940 года командир 2-го взвода 15-й мотоциклетной роты Лейбштандарта. Участвовал во Французской кампании, а 1 июля 1940 года вновь отозван в эскорт сопровождения фюрера. С 5 октября 1940 стал адъютантом Дитриха. Участник Балканской кампании и боёв на Восточном фронте.
Во время боёв в Крыму исполнял обязанности начальника оперативного отдела штаба бригады СС «Лейбштандарт СС Адольф Гитлер». С 15 февраля 1942 — командир дивизиона штурмовых орудий, которым руководил в боях на Миусе.
В июне направлен в военную школу в Берлине, по окончании которой 22 октября 1942 года был назначен командиром 1-го батальона танкового полка СС моторизованной дивизии СС «Лейбштандарт СС Адольф Гитлер». 1 сентября 1942 повышен до штурмбаннфюрера СС.
В феврале 1943 года отличился в боях под Харьковом, где командовал боевой группой дивизии и 25 февраля награждён Немецким крестом в золоте, а 28 февраля удостоен Рыцарского креста Железного креста.
С июня 1943 года откомандирован в состав формирующейся 12-й танковой дивизии СС «Гитлерюгенд», где стал командиром 12-го танкового полка СС. С 30 января 1944 повышен в звании до оберштурмбаннфюрера СС.
До начала июля 1944 года полк Макса Вюнше истребил более 200 танков во время боёв в Нормандии. 11 августа 1944 за успешные действия получил Дубовые листья к Рыцарскому кресту Железного креста. В августе 1944 года части дивизии попали в Фалезский котёл, при попытке прорыва в группе из 3-х офицеров, Вюнше был тяжело ранен в голень и попал в плен к канадским войскам.
К 1948 году был освобождён. После войны работал на скромной управленческой должности в небольшой промышленной фирме в западногерманском городе Вупперталь. Макс Вюнше умер 18 апреля 1995 года в Мюнхене.

## Чины
- Унтерштурмфюрер СС (9 ноября 1935)
- Оберштурмфюрер СС (20 апреля 1936)
- Гауптштурмфюрер СС (25 мая 1940)
- Штурмбаннфюрер СС (1 сентября 1942)
- Оберштурмбаннфюрер СС (30 января 1944)

## Награды
- Железный крест (1939)
  - 2-й степени (25 мая 1940)
  - 1-й степени (31 мая 1940)
- Медаль «За зимнюю кампанию на Востоке 1941/42»
- Штурмовой пехотный знак в серебре
- Знак «за ранение» в серебре
- Крест «За военные заслуги» 2-го и 1-го класса с мечами
- Орден «За храбрость» 4-й степени 1-го класса (Болгария)
- Немецкий крест в золоте (25 февраля 1943) — штурмбаннфюрер СС, командир 1-го батальона танкового полка СС «Лейбштандарт СС Адольф Гитлер»
- Рыцарский крест Железного креста с Дубовыми листьями
  - Рыцарский крест (28 февраля 1943) — штурмбаннфюрер СС, командир 1-го батальона танкового полка СС «Лейбштандарт СС Адольф Гитлер»
  - Дубовые листья (№ 548) (11 августа 1944) — оберштурмбаннфюрер СС, командир 12-го танкового полка СС «Гитлерюгенд»